# 古賀三千人

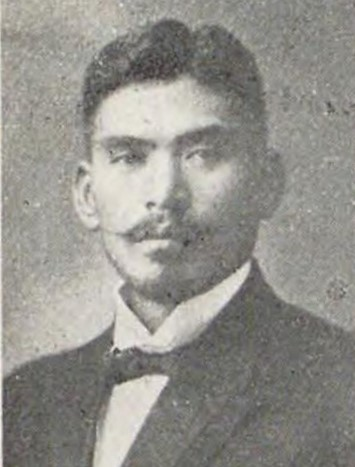
古賀三千人

古賀三千人（日语：／ Koga Michito，1869年9月14日—1937年4月13日），是日本的商人、政治家。眾議院議員。臺灣日治時期致力於打狗（今高雄市）的開發。

## 經歷
筑前國遠賀郡引野村（今福岡縣北九州市）從事農耕，為古賀彌作的二男。在當地與杉山直賢學習了漢學。於1891年12月繼承家督。
在其家鄉曾任村役場書記，並在1889年進入日本土木會社小倉出張所和佐世保出張所學習了土木建築。
1894年後在土木請負業（營造商）・有馬組敦賀支店經營，並在1896年轉屬至台北支店經營。1898年隨著有馬組的解散，於1899年擔任打狗出張所主任，並在同年帶動打狗内地人組合發展。
1903年另成一家，設立土木建築請負業（營造商）・古賀組並隨後開始投入製樟腦、製糖、和製冰的事業。在此時期有任職台灣商工銀行頭取、台北鐵道社長、新高軌道拓殖社長、台灣爆竹煙社長、台灣軌道取締役、台灣貯蓄銀行取締役、台灣煉瓦取締役、高雄土地取締役、台南新報社取締役、朝鮮產業貿易取締役、嘉義電燈監査役、大日本製冰監査役、太平洋炭礦監査役、台灣肥料監査役、高雄信用組合理事長、沖台拓殖會社取締役和台湾赤糖會社取締役。
此外他也曾擔任打狗内地人組合長、同商工會長、同公會理事長、台灣總督府評議員、台灣史料編纂委員、高雄州協議會員等多項職務。其中在高雄擔任組合長時著重於改良飲用水和葬儀相關衛生問題，並且設立了現代化的打狗病院（山下町，今鼓山路一帶）。因此當時也被稱為「古賀的打狗、打狗的古賀」。之後也有從事教育，擔任高雄補習學校校長，並且設立私立打狗簡易實業學校和高雄幼稚園。
1920年5月當選第14回眾議院議員總選舉福岡縣第10區憲政會議員並且任職了一期。晩年再度回到高雄，並在當地病逝。

## 外部連結
- 三十年前本島開拓の辛苦 （页面存档备份，存于）商工銀行頭取 古賀三千人談、台湾日日新報、1928.5.2
- 古賀三千人君 （页面存档备份，存于）『一瞥せる台湾』北原碓三 著 (拓殖産業協会, 1923)
- 一押し二押しの古賀三千人 （页面存档备份，存于）『台湾放言』宮川次郎 著 (蓬莱書院, 1934)